# 三吉慎藏
三吉 慎藏（みよし しんぞう、天保2年10月11日（1831年11月14日） - 明治34年（1901年）2月16日）是幕末長府藩士。諱時治。幼名友三郎

## 生涯

### 長府藩士・三吉慎藏
天保2年（1831年）、為長府藩今枝流剣術師父・小坂土佐九郎的次男。天保8年（1837年）、成為田邊惣左衛門的養子、並且進入藩校敬業館。天保10年（1839年）、加入諸武藝師父。嘉永2年（1849年）、進入長州藩校明倫館。擅長寶藏院流槍術、安政2年（1855年）從長州藩師父・小幡源右衛門那裡得到免許皆伝的身份。
安政4年（1857年）、成為長府藩士・三吉十藏的養子並且以藩主・毛利元周的近習扈從身份跟隨一起到江戶。文久3年（1863年）、因為下關發生外国船砲撃事件而成為大砲鋳造掛締方・精兵隊諸事肝煎。慶應2年（1866年）、透過長府藩士・印藤肇的仲介而和坂本龍馬見面。後來被長府藩下命前往京都觀察情勢、於是和也要湊成薩長同盟を的龍馬一起從下關出發並且住進了伏見・寺田屋。
龍馬促成了桂小五郎・西鄉隆盛的薩長同盟，1月23日夜半、伏見奉行進入寺田屋抓人。慎藏揮舞長槍應戰、讓他們從被包圍的寺田屋中奇蹟的逃走。他將負傷的龍馬隱匿在木材倉庫並且單身跑到薩摩藩邸、請求救援而救了龍馬一命（寺田屋事件）。關於寺田屋事件的詳細情況記載在『三吉慎藏日記抄録』中並且成為司馬遼太郎的長編小説『龍馬來了』的敘述的史料。
3月5日、薩摩軍艦・胡蝶丸載著龍馬和他的妻子・阿龍、慎藏從大阪出發。慎藏在下關下船並且向長府藩報告整個情勢的急轉。然後慎藏因為寺田屋事件的功蹟而得到長州藩主・毛利敬親賞賜的刀、並從長府藩主身上得到二十石的獎賞並且擔任同藩目附役。
6月7日、第二次長州征討（四境戰爭）開戰，慎藏擔任長府藩的報國隊軍監。並且和高杉晉作指揮的長州藩的奇兵隊一起擊敗幕府軍。
慶應3年（1867年）、龍馬從長崎到土佐的途中在下關下船、並且將妻子阿龍托負給廻船問屋・伊藤家。這時、龍馬並且交給他們「万一のご報知仕候時ハ、（略）愚妻おして尊家に御養置可被遺候よふ」的書簡、還拜託朋友・慎藏負責照顧阿龍。慎藏遵守和龍馬的約定而將阿龍・君枝兩個姐妹帶到長府的自宅照顧三個月。隔年慶應4年（1868年）3月將阿龍送到高知的坂本家中。

### 明治維新後
維新後、豐浦藩（長府藩）權大參事。在廢藩置縣後，以宮内省御用掛身分成為北白川宮家的家扶、另外也擔任家令工作。明治23年（1890年）辭任。晩年回到故鄉長府、明治34年（1901年）、71歳過世。從六位。
養家的三吉家的起源則是來自備後国三次盆地（現・廣島縣三次市）擁有很大勢力的国人領主「三吉氏」。